# Кліфф Дрісдейл
Кліфф Дрісдейл (англ. Cliff Drysdale; нар. 26 травня 1941) — колишній південноафриканський тенісист.
Найвищу одиночну позицію світового рейтингу — 4 місце досяг 1965 року (за даними Ленса Тінґея).
Здобув 23 одиночні та 6 парних титулів.
Перемагав на турнірах Великого шолома в парному розряді.
Завершив кар'єру 1980 року.

## Фінали турнірів Великого шолома

### Одиночний розряд: 1 (1 поразка)
| Результат | Рік  | Турнір        | Покриття | Суперник        | Рахунок            |
| --------- | ---- | ------------- | -------- | --------------- | ------------------ |
| Поразка   | 1965 | Чемпіонат США | Трава    | Мануель Сантана | 2–6, 9–7, 5–7, 1–6 |

### Парний розряд: 1 (1 перемога)
| Результат | Рік  | Турнір                           | Покриття | Партнер       | Суперники                  | Рахунок            |
| --------- | ---- | -------------------------------- | -------- | ------------- | -------------------------- | ------------------ |
| Перемога  | 1972 | Відкритий чемпіонат США з тенісу | Трава    | Роджер Тейлор | Овен Девідсон Джон Ньюкомб | 6–4, 7–6(7–3), 6–3 |

## Фінали Серії Чемпіоншип Гран-прі

### Одиночний розряд: 2 (2 поразки)
| Результат | Рік  | Турнір     | Покриття | Суперник     | Рахунок       |
| --------- | ---- | ---------- | -------- | ------------ | ------------- |
| Поразка   | 1971 | Boston WCT | Тверде   | Кен Роузволл | 4–6, 3–6, 0–6 |
| Поразка   | 1972 | Лас-Вегас  | Тверде   | Джон Ньюкомб | 3–6, 4–6      |

## Фінали за Відкриту еру

### Одиночний розряд (5 перемог)
| Результат | Ранг | Дата     | Турнір            | Покриття  | Суперник     | Рахунок            |
| --------- | ---- | -------- | ----------------- | --------- | ------------ | ------------------ |
| Перемога  | 1.   | Лип 1968 | Гштад, Швейцарія  | Ґрунт     | Том Оккер    | 6–3, 6–3, 6–0      |
| Перемога  | 2.   | Кві 1971 | Miami WCT, США    | Тверде    | Род Лейвер   | 6–2, 6–4, 3–6, 6–4 |
| Перемога  | 3.   | Тра 1971 | Брюссель, Бельгія | Ґрунт     | Іліє Настасе | 6–0, 6–1, 7–5      |
| Перемога  | 4.   | Бер 1974 | Miami WCT (2)     | Тверде    | Том Гормен   | 6–4, 7–5           |
| Перемога  | 5.   | Січ 1978 | Балтимор, США     | Килим (i) | Том Гормен   | 7–5, 6–3           |

## Виступи в одиночних турнірах Великого шолома
| W | Ф | ПФ | ЧФ | #Р | КТ | К# | DNQ | A | NH |

| Турнір                                 | 1962  | 1963  | 1964  | 1965  | 1966  | 1967  | 1968  | 1969  | 1970  | 1971  | 1972  | 1973  | 1974  | 1975  | 1976  | 1977  | 1977  | 1978  | 1979  | 1980  | SR     |
| -------------------------------------- | ----- | ----- | ----- | ----- | ----- | ----- | ----- | ----- | ----- | ----- | ----- | ----- | ----- | ----- | ----- | ----- | ----- | ----- | ----- | ----- | ------ |
| Відкритий чемпіонат Австралії з тенісу |       |       |       |       |       |       |       |       |       | ЧФ    |       |       |       |       |       |       |       |       |       |       | 0 / 1  |
| Відкритий чемпіонат Франції з тенісу   | 1р    | 2р    | ЧФ    | ПФ    | ПФ    |       |       | 1р    |       |       |       | 2р    |       |       |       |       |       |       |       |       | 0 / 7  |
| Вімблдонський турнір                   | 1р    | 1р    | 2р    | ПФ    | ПФ    | 4р    | 3р    | ЧФ    | 3р    | 1р    |       |       | 3р    |       | 2р    | 3р    | 3р    |       | 1р    | 2р    | 0 / 15 |
| Відкритий чемпіонат США з тенісу       | 3р    | 2р    | 3р    | Ф     | 3р    | 2р    | ЧФ    | 1р    | 2р    |       | 4р    | 3р    |       | 2р    |       | 1р    | 1р    | 1р    |       |       | 0 / 14 |
| Strike rate                            | 0 / 3 | 0 / 3 | 0 / 3 | 0 / 3 | 0 / 3 | 0 / 2 | 0 / 2 | 0 / 3 | 0 / 2 | 0 / 2 | 0 / 1 | 0 / 2 | 0 / 1 | 0 / 1 | 0 / 1 | 0 / 2 | 0 / 2 | 0 / 1 | 0 / 1 | 0 / 1 | 0 / 37 |

Нотатка: 1977 року Відкритий чемпіонат Австралії відбувся двічі: в січні та грудні.